# Rozdział Kościoła od państwa

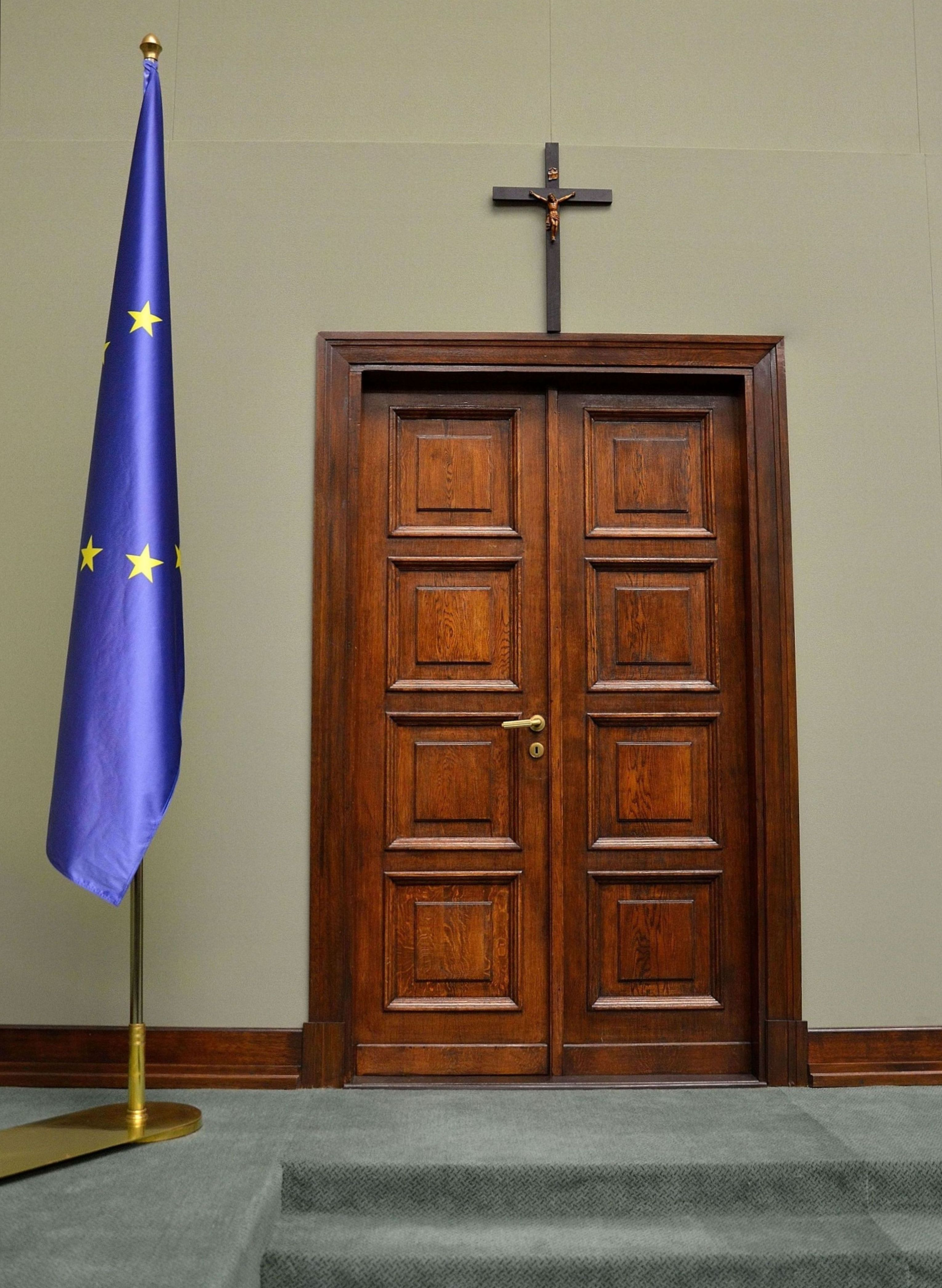
Krucyfiks w Sali Posiedzeń Sejmu (2011)

Rozdział Kościoła od państwa, rozdział państwa od Kościoła, rozdział Kościoła i państwa, rozdział państwa i religii – doktryna zakładająca rozdzielenie działalności organizacji religijnych i instytucji państwa oraz oparty na niej model ustrojowy państwa. Koncepcja ta była wielokrotnie przedmiotem debat w historii. Termin Kościół odnosi się do różnych dominujących wyznań chrześcijańskich w Europie lub innych wyznań (religii) na innych kontynentach. Skutkiem rozdziału Kościoła i państwa jest zwykle świeckość państwa.
Obecnie zasada separacji dominuje we wzajemnych relacjach pomiędzy państwem i Kościołem w krajach zachodnich. Istnieją jednak modele – szczególnie w państwach wyznaniowych, np. w Iranie – które zasady rozdziału nie przyjmują.

## Historia

### Starożytność
W despotycznych państwach Bliskiego Wschodu nieograniczona władza panującego miała charakter teokratyczny. Władca był traktowany jako bóstwo bądź też jego przedstawiciel.
W okresie archaicznym życie społeczne i religijne były w Grecji ściśle ze sobą związane. Ważnym wydarzeniom państwowym zawsze towarzyszyły obrzędy religijne.
W okresie późniejszym w Atenach nie funkcjonowało oddzielenie spraw kultu religijnego od państwa. Kwestie związane z rytuałami, ceremoniami były ustalane przez obywateli. Podczas każdego Zgromadzenia Ludowego przedmiotem obrad były sprawy obrzędów religijnych.
W czasach przedchrześcijańskich rozdział pomiędzy kościołem i państwem nie miał miejsca. Religia była nierozerwalnym aspektem życia społeczności. W monarchiach władca nierzadko był jednocześnie najwyższym kapłanem, a niekiedy nawet bywał uznawany za istotę boską, przykładem czego może być deifikacja niektórych z cesarzy rzymskich. Odmowa uznania boskości władców Rzymu przez wczesnych chrześcijan stała się jedną z przyczyn prześladowań nowej religii.
Gnębienie chrześcijaństwa w cesarstwie rzymskim trwało do czasów Dioklecjana. Następnie w wyniku aktu Konstantyna Wielkiego zostało ono równouprawnione z innymi religiami, uzyskując osobowość prawną. Stosunek władzy cesarskiej do religii nie uległ zmianie. Państwo dążyło do podporządkowania i uzależnienia chrześcijaństwa. Jednak kościół dokonał nieznanego wcześniej rozróżnienia na przestrzeń świeckiej władzy państwa i przestrzeń religijną.

### Średniowiecze
W okresie średniowiecza Tomasz z Akwinu odróżnił prawo ludzkie (lex humana) i prawo Boże (lex divina). Prawo ludzkie miało odzwierciedlać prawo Boże.  Tomasz uważał, że monarchowie powinni być podporządkowani kościołowi, nie postulował rozdziału kościoła od państwa, odróżniał jednak prawo świeckie od religijnego, co miało wpływ na dalszą tradycję.

### Reformacja
Do rozwoju koncepcji rozdziału kościoła od państwa przyczynił się Marcin Luter, którego nauki stworzyły podstawę poglądu, że władcy nie powinni ingerować w życie religijne i narzucać wiary swoim poddanym. Jednym z efektów reformacji były wojny religijne, które zakończyły się pokojem westfalskim (1648). Porozumienie zatwierdzało uzgodnioną na pokoju augsburskim (1555) zasadę cuius regio, eius religio, w myśl której o tym, jaka jest religia danego kraju ma decydować jego monarcha, np. jeśli monarcha jest katolikiem, religią kraju ma być katolicyzm. Poddani nie wyznający religii obowiązującej na danym terenie powinni jednak mieć prawo praktykować swoją religię prywatnie lub opuścić terytorium i przenieść się do innego kraju.
W odpowiedzi na te nowe uwarunkowania wyznania protestanckie, które ucierpiały na skutek tego, że znalazły się pod rządami władców wyznających inną wiarę, stworzyły doktrynę teologiczną świeckiego państwa. Szczególną rolę odegrali baptyści. Kościół baptystów był prześladowany w Anglii, jego wyznawcy musieli przenieść się najpierw do Holandii a potem do USA. Baptyści uznawali, że chrześcijaństwo można przyjąć jedynie na skutek rozumnej decyzji podjętej w wieku dojrzałym i z tego względu doceniali wartość wolności religijnej. W USA w okolicy dzisiejszej Rhode Island baptyści próbowali stworzyć kolonie, w której panowałaby całkowita wolność religijna dla wyznawców wszystkich religii. Założyciel kolonii, duchowny Roger Williams opublikował w 1644 roku traktat, w którym dowodził, że chrześcijaństwo wymaga, by państwo nie narzucało żadnej religii.

### Oświecenie
Idee Rogera Williamsa wywarły wpływ na Johna Locke'a, który w dziełach Of the Difference Between Civil and Ecclesiastical Power i A Letter Concerning Toleration przedstawił filozoficzne uzasadnienie doktryny, w myśl której państwo nie powinno ingerować w życie religijne i powinno gwarantować wolność religijną. Locke uznawał, że religia jest prywatną sprawą jednostki.
W okresie oświecenia idee Locke'a zostały podjęte i rozwinięte przez takich myślicieli jak Monteskiusz, Voltaire, Jean-Jacques Rousseau.

## W Unii Europejskiej
W Unii Europejskiej funkcjonują 3 modele stosunków między państwem a wspólnotami religijnymi.

### Ostra separacja
Taki model występuje np. w prawodawstwie Francji i jej konstytucyjnej zasady świeckości państwa (vide laicyzm). Organizacje religijne traktowane są na równi z innymi stowarzyszeniami i nie cieszą się przywilejami. Formalno-prawny status organizacji religijnych to rola prywatnych stowarzyszeń kultowych. Obecna polityka osłabia te tendencje, niemniej religię nadal traktuje się jako sprawę sfery prywatnej, a jej wspólnotowy charakter nie jest widziany jako przyczyna do jej wspierania.

### Autonomia i współpraca
Model ten jest charakterystyczny dla krajów katolickich (Polska, Włochy, Hiszpania, Portugalia), a także krajów i regionów obszaru języka niemieckiego (Niemcy, Austria, francuska Alzacja i Lotaryngia). Podstawą są dwustronne umowy o charakterze konkordatowym, określające stosunki państwa z Kościołami w duchu omówienia zasad współpracy. Państwo, mimo że nie identyfikuje się z żadnym z wyznań, w konstytucji niekiedy zawiera odniesienie do Boga (tzw. invocatio Dei). Państwo kieruje się zasadą nieidentyfikacji z określonymi wspólnotami wyznaniowymi, respektuje ich niezależność i autonomię, gwarantuje wolność przekonań, praktyk religijnych, wspiera wspólnoty wyznaniowe w ich działalności charytatywnej i oświatowo-kulturalnej. Treścią umów prawnych między państwem a Kościołem są sprawy edukacji (funkcjonowanie kościelnego szkolnictwa wyższego, konfesyjnych szkół średnich, podstawowych i przedszkoli) oraz niekiedy nauka religii w szkołach publicznych, a ponadto sprawy własnościowe i stosunki z władzami religijnymi.

### Kościółpaństwowy
Formalnie nie istnieje rozdział Kościoła od państwa w Wielkiej Brytanii i Danii (kraje tradycyjnie protestanckie) oraz w prawosławnej Grecji. Model stosunków między państwem a Kościołem zbliżony jest w nich do modelu państwa wyznaniowego lub modelu Kościoła państwowego (np. Kościół Anglii ma charakter państwowy). Kościelne instytucje prawne i systemy finansowe w tych państwach są zależne od państwa, a decyzje polityczne państwa ingerują w wewnętrzne sprawy Kościoła. Uważa się, że obecnie (tj. w pierwszej połowie XXI wieku) powiązania te ulegają zmianie.

## W poszczególnych krajach

### USA
W Stanach Zjednoczonych separacja państwa od Kościoła jest zagwarantowana w konstytucji przez pierwszą poprawkę, która stwierdza, że Kongres nie może wprowadzać żadnej religii (tzw. establishment clause) ani ograniczać wykonywania praktyk religijnych (tzw. free exercise clause). W momencie uchwalania tej poprawki nie była ona przez wszystkich interpretowana jako nakaz rozdziału państwa od kościoła. W 1947 roku w sprawie Everson v. Board of Education Sąd Najwyższy Stanów Zjednoczonych uznał jednak, że tzw. establishment clause oznacza konieczność separacji pomiędzy kościołem a państwem.
Konstytucyjny rozdział kościoła od państwa był żarliwie broniony przez prezydenta USA Thomasa Jeffersona w latach 1801-1809. Jefferson stanowczo sprzeciwiał się próbom zaangażowania rządu do różnego rodzaju obchodów religijnych. Swoją koncepcje wyraził m.in. w liście do zgromadzenia Baptystów w Danbury (1802), wspomniał w nim o konieczności istnienia "muru oddzielającego państwo od kościoła" (ang. wall of separation between Church and State).

### Francja
We Francji zasada rozdziału kościoła od państwa została wprowadzona po raz pierwszy podczas rewolucji francuskiej, w 1795 roku, przez konstytucję dyrektorialną. Artykuł 354 konstytucji stwierdza: 

Nikomu nie można zabronić praktykowania zgodnego z prawem kultu, jaki wybrał. Nikogo nie można zmuszać do świadczenia na rzecz kultu. Republika nie opłaca żadnego kultu.

W XX wieku rozdział kościoła od państwa został określony w ustawie z 9 grudnia 1905 roku. Zasada ta jest również zawarta w preambule do konstytucji IV (1946) i V Republiki (1958). Wszystkie instytucje państwowe muszą zachować neutralność światopoglądową, państwo nie może oficjalnie uznać ani finansować żadnej religii. Religia jest uznawana za sprawę prywatną. Kościoły nie są finansowane przez państwo, istnieją przepisy, które regulują publiczne przejawy religii (np. bicie dzwonów czy procesje), zakazane jest umieszczanie znaków i symboli religijnych na budynkach publicznych.

### Turcja
W Turcji rozdział kościoła od państwa został przeprowadzony podczas rządów Mustafy Kemala (od 1934 nazywanego “Atatürk”). W 1924 roku konstytucja nowo ustanowionej przez Kemala republiki zawierała odniesienie do Islamu, który był uznany za religię państwową. W 1928 roku odniesienie do Islamu zostało jednak usunięte z konstytucji. W 1937 roku dodano do konstytucji zasadę świeckości państwa. Pod rządami Kemala w Turcji zreformowano szkolnictwo, usuwając religie ze szkół, zlikwidowano także nie kontrolowane przez państwo szkoły religijne. Powołano do życia urząd ds. religijnych (Diyanet), którego zadaniem był nadzór nad różnymi kultami religijnymi. W 1935 wprowadzono zakaz noszenia nakryć głowy przez kobiety w miejscach publicznych.
Współcześnie Konstytucja Turcji zawiera w preambule odniesienie do idei laickości i stwierdza, że "uczucia religijne pozostają bez wpływu na politykę i sprawy państwa". Artykuł drugi konstytucji stwierdza, że Republika Turecka jest państwem laickim. W kraju zakazane są publiczne modlitwy w szkołach. Z drugiej strony jednak państwo wypłaca wynagrodzenia Imamom, w szkołach odbywają się lekcje religii, państwo poprzez urząd ds. religijnych kontroluje treść kazań Imamów. Tego rodzaju polityka wynika z dążenia do podporządkowania religii państwu i kontroli państwa nad religią.
Pod rządami Recepa Tayyipa Erdoğana znoszone lub ograniczane są zakazy dotyczące ekspresji religii w sferze publicznej, np. zakaz noszenia chust przez kobiety.

## Krytyka
Koncepcja rozdziału kościoła od państwa budziła krytykę Kościoła katolickiego w XIX wieku i została oficjalnie potępiona przez papieża Piusa IX w dokumencie Syllabus Errorum.